# エレクトラ・レコード
エレクトラ・レコード（Elektra Records）は、アメリカのレコード会社。設立者はジャック・ホルツマンおよびポール・リックオルトで、両名が300ドルずつ出資して1950年に設立された。

## 概要
1950年代から1960年代にかけて、フォークの名門レーベルのひとつとして活動。ジュディ・コリンズらを輩出した。この時期、後に独立プロデューサーとなるポール・ロスチャイルドが入社している。1960年代中盤からはロックにも進出し、ドアーズやラヴ、ストゥージズなどを輩出した。
1973年にジャック・ホルツマンが同社を離れると当時の親会社であり、元々は葬儀屋を経営していたキニー社からレコード産業に進出したワーナー・コミュニケーションズが、同社とアサイラム・レコードを合併させた。これにより同社はエレクトラ・アサイラムと改名（後にエレクトラ・エンタテインメントと再改名）。さらにアトランティックとも合併し、WEAという巨大企業になってしまう。エレクトラ担当を外れたホルツマンはディスカバリー・レコードを始めた。
エレクトラはワーナー・ミュージック・グループの一部として三十年間続けられ、2004年2月にタイム・ワーナーはワーナー・ミュージック・グループをトーマス・リー・パートナーズ、ベイン・アンド・カンパニー、エドガー・ブロンフマン・ジュニアによって設立された投資家グループに売却した。4月にWMGの新オーナーは多くのスタッフを解雇し、エレクトラ・レーベルを休止した。多くのアーティストが契約解除されたが、幾らかはWMG傘下の別レーベルと契約した。
2009年6月1日、レーベルの活動再開が発表された。手始めにフランスのエレクトロニック・デュオのジャスティス、ナールズ・バークレイの片割れであるMCのシー・ロー、英国のエレクトロ・ポップ・ミュージシャンのリトル・ブーツという3組と契約している。

## 沿革
- 1950年 ジャック・ホルツマンとポール・リックオルトによりニューヨークに設立される。
- 1963年 サブ・レーベルであるノンサッチ・レコードを設立。
- 1970年 キニー・コーポレーション（後にワーナー・コミュニケーションズに改名）により買収される。
- 1973年 ジャック・ホルツマンが退社。アサイラム・レコードとの合併により社名がエレクトラ・アサイラムとなり、デヴィッド・ゲフィンが社長に就任。
- 2004年 同じワーナー・ミュージック・グループ内のアトランティック・レコードに吸収され、活動を休止。
- 2009年 活動再開が発表される。

## 現在のアーティスト
- ブルーノ・マーズ
- シー・ロー
- シャルロット・ゲンズブール
- ジャスティス
- ラザ・モーガン
- リトル・ブーツ
- アフィ

## 過去の主なアーティスト
※ここではいったん活動を休止する2004年以前に在籍していたアーティストを紹介する。
- ジュディ・コリンズ
- ストゥージズ
- MC5
- ラヴ
- ドアーズ
- テレヴィジョン
- ジョニ・ミッチェル
- キース・スウェット
- ティム・バックリィ
- フィル・オクス
- ポール・バターフィールド・ブルース・バンド
- ブレッド
- カーリー・サイモン
- クイーン
- カーズ
- ザ・キュアー
- モトリー・クルー
- ドッケン
- メタリカ
- アニタ・ベイカー
- タミア
- ディラーズ
- ゼイ・マイト・ビー・ジャイアンツ
- 10,000マニアックス（英語版）
- ジョージア・サテライツ（英語版）
- ファスター・プッシーキャット
- トレイシー・チャップマン
- ピクシーズ
- ディー・ライト
- ヒューイ・ルイス&ザ・ニュース
- ステレオラブ
- サード・アイ・ブラインド

## エレクトラ・レーベルの邦楽アーティスト
1970年代、エレクトラの配給権を保持していたワーナー・パイオニア（現：ワーナーミュージック・ジャパン）が、同レーベルで発売した邦楽アーティスト。
- あのねのね
- 内田裕也&1815ロックンロールバンド
- グレープ
  - さだまさし
- 小坂明子
- クラフト
- 西島三重子
- 矢沢永吉
- チャゲ&飛鳥